# Herodas
Herodas (griechisch Ἡρώδας Hērṓdas; auch Herondas oder Heroidas) war ein antiker griechischer Dichter von Mimiamben in der Epoche des Hellenismus. 
Er stammte wohl aus Kos und lebte im 3. Jahrhundert v. Chr. Von ihm war nur sehr wenig bekannt, bis 1890 neun seiner Mimiamben auf einem ägyptischen Papyrus gefunden wurden.
In seinen Geschichten kommen vorwiegend Menschen aus den unteren Klassen wie Bordellwirte und Sklaven vor. Herodas war ein Nachahmer des ionischen Dichters Hipponax, der für seine Mimiamben, das sind „dialogische komische oder satirische Gedichte“ in der Form eines Choljambus, bekannt war. Er lebte zumindest für eine gewisse Zeit auch in Alexandria.

## Textausgaben und Übersetzungen
- Otto Crusius, Rudolf Herzog (Hrsg.): Die Mimiamben des Herondas. 2., gänzlich umgearbeitete Auflage.  Dieterich, Leipzig 1926, Nachdruck Olms, Hildesheim 1967 (mit deutscher Übersetzung)